# Henrik Holm
Henrik Holm (født 12. september 1995) er en norsk skuespiller. Han er er mest kendt for rollen som Even i tredje og fjerde sæson af tv-serien Skam i 2016 og 2017. Sammen med Tarjei Sandvik Moe fra Skam vandt han publikumsprisen "Folkets favoritt" ved Gullruten 2017. Han havde også en rolle i tv-serien Halvbroren fra 2013.